# Szalona Barbara
Szalona Barbara (cz. Divá Bára) – czechosłowacki film dramatyczny z 1949 w reżyserii Vladimía Čecha. Adaptacja opowiadania Boženy Němcovej.

## Obsada
- Vlasta Fialová jako Barbara
- Robert Vrchota jako myśliwy
- Jana Dítětová jako Eliška
- Gustav Hilmar jako sędzia
- Jaroslav Vojta jako ksiądz
- Marie Brožová jako Pepinka
- Jan Pivec jako zarządca Sláma
- Josef Kemr jako Josífek
- Antonín Rýdl jako Jakub, ojciec Barbary
- Stanislava Strobachová jako żona Jakuba, matka Barbary
- Marie Rýdlová jako Vlčková
- Josef Vošalík jako Vlček
- Marie Blažková jako matka myśliwego
- Eva Vrchlická jako zielarka
- Anna Kadeřábková jako Marjánka
- Lubomír Lipský jako młodzieniec
- Věra Kalendová jako podkuchenna
- Jan W. Speerger

## Źródła
- Szalona Barbara w bazie IMDb (ang.)
- Szalona Barbara w bazie Filmweb
- Divá Bára w bazie Kinobox.cz (cz.)
- Divá Bára. w bazie ČSFD.cz. (cz.).
- Divá Bára. w bazie FDb.cz. (cz.).